# Marble Hill–Calle 225 (línea de la Séptima Avenida–Broadway)
Marble Hill–Calle 225 es una estación en la Línea de la Séptima Avenida-Broadway del metro de Nueva York. Localizada en la intersección de Broadway y la calle 225, y es servida por los trenes 1 todo el tiempo. Es una distancia corta de la estación de Marble Hill de la línea del Ferrocarril Metro-North. Al sur de la estación, los trenes cruzan el Puente de Broadway hacia la isla de Manhattan.
El barrio Marble Hill y la estación hoy residen en la parte norte a orillas del río Ship Canal, también conocido como Spuyten Duyvil Creek, que geográficamente se encuentra en el continente. Sin embargo, el barrio fue parte de la isla de Manhattan. El canal fue construido en 1895, separando el barrio del resto de la isla. Después que la parte original fue llenada de tierra, Marble Hill se convirtió en parte del continente, aunque aún es considerada parte de Manhattan para propósitos administrativos y políticos.
El trabajo de 1991 se llama Naturaleza Elevada I-IV por Wopo Holup. también puede ser encontrado en las otras cuatro estaciones de esta línea.

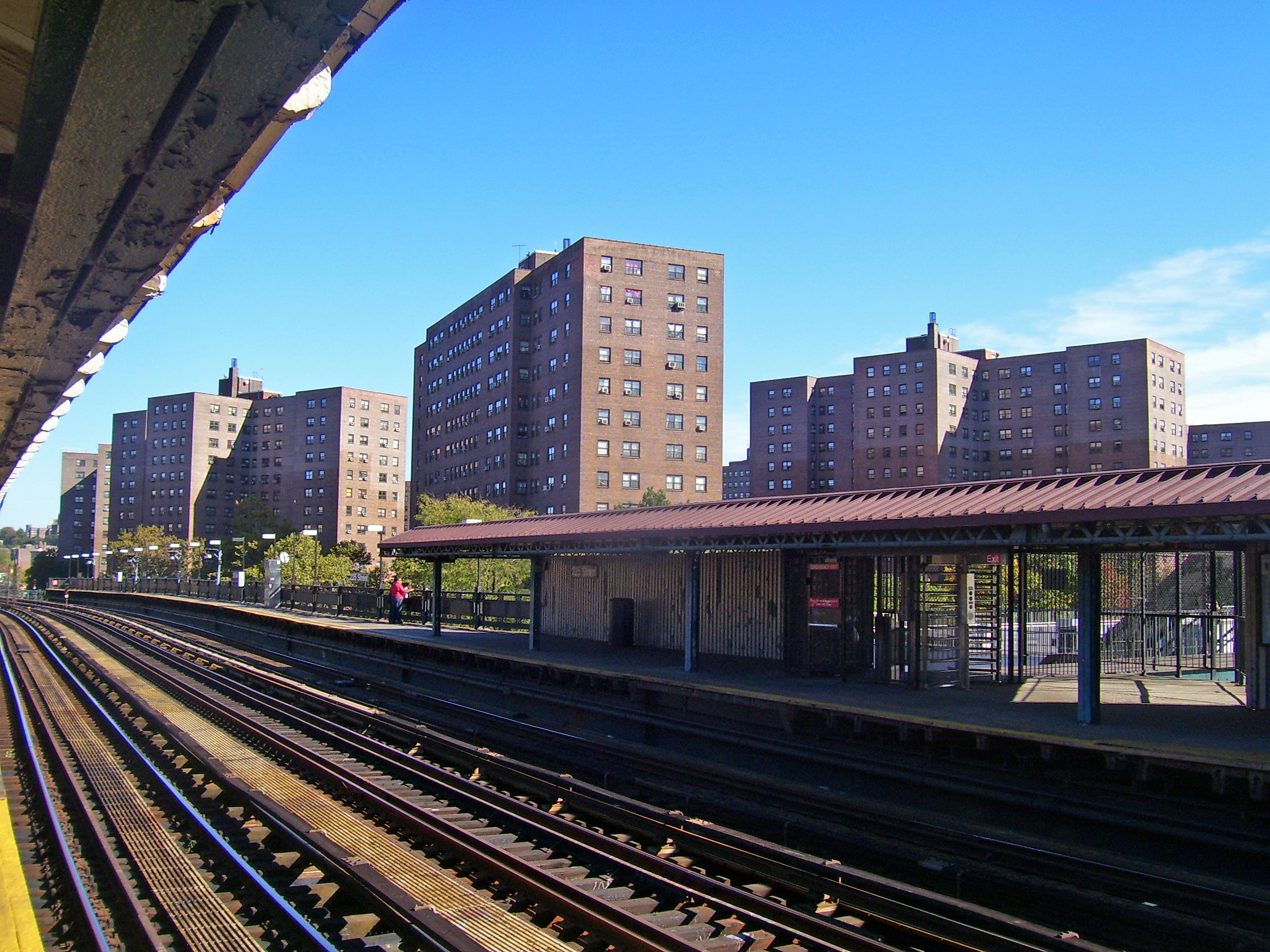
Vista norte de la plataforma.

## Conexiones de buses
- Bx7
- Bx9
- Bx20